# برونو مورايس (لاعب كرة قدم)
برونو مورايس (بالبرتغالية: Bruno Miguel Araújo Morais‏) هو لاعب كرة قدم برتغالي، ولد في 8 أبريل 1998 في فيلا نوا د فاماليساو في البرتغال. لعب مع ديبورتيفو داس أيفيس ونادي جل فيسنتي.

## وصلات خارجية
- برونو مورايس (لاعب كرة قدم) على موقع قاعدة بيانات كرة القدم.إي يو (الإنجليزية)
- برونو مورايس (لاعب كرة قدم) على موقع Soccerway.com (الإنجليزية)